# Aphanogmus serrulatus
Aphanogmus serrulatus är en stekelart som först beskrevs av Meunier 1917.  Aphanogmus serrulatus ingår i släktet Aphanogmus och familjen pysslingsteklar. Inga underarter finns listade i Catalogue of Life.